# Erval Velho
Erval Velho är en kommun i Brasilien.   Den ligger i delstaten Santa Catarina, i den södra delen av landet, 1 300 km söder om huvudstaden Brasília. Antalet invånare är 4 353.
I omgivningarna runt Erval Velho växer huvudsakligen savannskog. Runt Erval Velho är det glesbefolkat, med 14 invånare per kvadratkilometer.